# Mykola Bobrezkyj

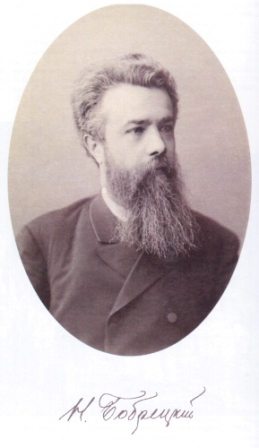
Mykola Bobrezkyj

Mykola Wassylowytsch Bobrezkyj (ukrainisch Мико́ла Васи́льович Бобре́цький, russisch Николай Васильевич Бобрецкий Nikolai Wassiljewitsch Bobrezki; * 20. Maijul. / 1. Juni 1843greg. in Trojanka, Gouvernement Podolien, Russisches Kaiserreich; † 11. Septemberjul. / 24. September 1907greg. in Kiew, Russisches Kaiserreich) war ein ukrainischer Zoologe, Professor und Rektor der St.-Wladimir-Universität in Kiew.

## Leben
Mykola Bobrezkyj kam als Sohn des örtlichen Priesters im Dorf Trojanka in der heute ukrainischen Oblast Kirowohrad zur Welt.
Von 1862 bis 1866 studierte er an der Naturwissenschaftlichen Fakultät für Physik und Mathematik der Kiewer St.-Wladimir-Universität. 1873 wurde er Doktor der Zoologie und ab Mai 1876 lehrte an der St.-Wladimir-Universität, ab April 1877 als außerordentlicher Professor. Von Oktober 1885 an war er ordentlicher Professor der Abteilung für Zoologie und zwischen 1890 und 1902 war er Dekan der Fakultät für Physik und Mathematik. 1901 erhielt er den Ehrentitel „Verdienter ordentlicher Professor“.
Mykola Bobrezkyj wurde im Juni 1902, in Nachfolge von Feodor Fortinski, Rektor der St.-Wladimir-Universität und blieb dies bis September 1905. Zwischen 1898 und 1903 war er der Vorsitzende der Kiewer Gesellschaft der Naturforscher. Er starb 64-jährig in Kiew und wurde auf dem Baikowe-Friedhof beerdigt.